# Hettang (geologi)
| Jura 201 – 145 miljoner år före nutid | Jura 201 – 145 miljoner år före nutid | Jura 201 – 145 miljoner år före nutid | Jura 201 – 145 miljoner år före nutid |
| Period (System)                       | Epok (Serie)                          | Ålder (Etage)                         | Miljoner år sedan                     |
| ------------------------------------- | ------------------------------------- | ------------------------------------- | ------------------------------------- |
| Krita                                 | Äldre krita                           | Berrias                               | senare                                |
| Jura                                  | Yngre jura                            | Tithon                                | 152–145                               |
| Jura                                  | Yngre jura                            | Kimmeridge                            | 157–152                               |
| Jura                                  | Yngre jura                            | Oxford                                | 164–157                               |
| Jura                                  | Mellersta jura                        | Callov                                | 166–164                               |
| Jura                                  | Mellersta jura                        | Bathon                                | 168–166                               |
| Jura                                  | Mellersta jura                        | Bajoc                                 | 170–168                               |
| Jura                                  | Mellersta jura                        | Aalen                                 | 174–170                               |
| Jura                                  | Äldre jura                            | Toarc                                 | 183–174                               |
| Jura                                  | Äldre jura                            | Pliensbach                            | 191–183                               |
| Jura                                  | Äldre jura                            | Sinemur                               | 199–191                               |
| Jura                                  | Äldre jura                            | Hettang                               | 201–199                               |
| Trias                                 | Yngre trias                           | Rät                                   | tidigare                              |

Hettang är en geologiska tidsålder som varade för cirka 201 – 199 miljoner år sedan. Den utgör den äldsta åldern eller nedersta etagen inom perioden jura, inom epoken Äldre jura, regionalt benämnd Lias. Åldern är uppkallad efter den franska staden Hettange-Grande.
I Sverige finns avlagringar från Hettang-tiden i Skåne. Tillsammans med underliggande Rät-avlagringar går de under benämningen Rät-Lias. Lager från Hettang finns främst i Helsingborgstrakten (Helsingborgslagren) och utgör en del av Skånes stenkolsförande formation. Höganäskrus är tillverkade av eldfast lera från Hettang.